# تدی سندفورد
تدی سندفورد (به انگلیسی: Teddy Sandford) بازیکن فوتبال زادهٔ ۲۲ اکتبر ۱۹۱۰ اهل انگلستان بود که سابقهٔ بازی در تیم ملی فوتبال انگلستان را در کارنامهٔ خود دارد. وی در تاریخ ۱۶ نوامبر ۱۹۳۲ تنها بازی ملی خود را در مقابل تیم ملی فوتبال ولز انجام داد.